# アストロノミア (小惑星)
アストロノミア(1154 Astronomia)は、小惑星帯外側の炭素質の小惑星である。直径は、約60kmである。1927年2月8日にドイツの天文学者カール・ラインムートがケーニッヒシュトゥール天文台で発見した。この小惑星は、自然科学の天文学（アストロノミー）に因んで命名された。

## 軌道と分類
アストロノミアは、既知の小惑星族には属さない小惑星である。小惑星帯の外側、太陽から3.2-3.6天文単位の軌道を6年3か月（2,281日）かけて公転する。軌道離心率は0.07、黄道に対する軌道傾斜角は5°である。
1911年9月にハイデルベルクでA911 RAとして初めて同定され、観測弧は、ハイデルベルクでの発見日の次の夜から始まっている。

## 物理的性質
トーレンの分類では曖昧なスペクトル型であり、炭素質のF型小惑星に最も近く、X型小惑星にもいくらか似ている。そのスペクトルは、異常で質が悪いとされている。

### 自転周期
2016年5月、測光観測により、アストロノミアの最初の光度曲線が得られた。光度曲線の分析により、自転周期は18.1154時間、光度の変化は0.39等級とされた。

### 直径とアルベド
赤外線天文衛星IRASと日本のあかり、アメリカ航空宇宙局の広視野赤外線探査機のNEOWISEミッションによる観測によると、アストロノミアの直径は55.4-64.20 km、表面のアルベドは0.028-0.04である。
Collaborative Asteroid Lightcurve Link(CALL)では、絶対等級10.51等級に基づき、IRASの測定結果を採用して、アルベドを0.0296、直径を61.08 kmとしている。

## 命名
この小惑星は、自然科学の一分野である天文学から命名された。公式な命名は、ポール・ハーゲットが1955年に著したThe Names of the Minor Planetsで言及されている。